# Morpho achillaena
Morpho achillaena är en fjärilsart som beskrevs av Jacob Hübner 1816/24. Morpho achillaena ingår i släktet Morpho och familjen praktfjärilar. Inga underarter finns listade i Catalogue of Life.